# Tiền Phong (Bắc Giang)
Tiền Phong is een xã in huyện Yên Dũng, een district in de Vietnamese provincie Bắc Giang.
Tiền Phong ligt in het westen van het district.